# Wahlen zum Repräsentantenhaus der Vereinigten Staaten 1872
Die Wahlen zum Repräsentantenhaus der Vereinigten Staaten 1872 fanden ab dem 4. Juni 1872 statt. Dabei wurden in den Vereinigten Staaten an verschiedenen Wahltagen die Abgeordneten des Repräsentantenhauses gewählt. Die Mehrheit der Staaten wählte am 5. November 1872. Die Wahlen waren Teil der allgemeinen Wahlen zum 43. Kongress der Vereinigten Staaten in jenem Jahr, bei denen auch ein Drittel der US-Senatoren gewählt wurden. Gleichzeitig fand auch die Präsidentschaftswahl des Jahres 1872 statt, die der Republikanische Amtsinhaber Ulysses S. Grant gewann.
Zu dieser Zeit bestanden die Vereinigten Staaten aus 37 Bundesstaaten. Es waren 292 Abgeordnete zu wählen. Die Sitzverteilung basierte auf der Volkszählung von 1870. Daraus resultierte auch der Anstieg der Sitze von 243 auf 292.
Bei den Wahlen konnten die Republikaner einen Sieg verbuchen. Sie erreichten mit 199 Sitzen eine knappe Zweidrittelmehrheit. Auf der anderen Seite konnten die Demokraten nicht einmal von der Erhöhung der Sitze profitieren. Sie verloren sogar 16 Mandate und kamen nun nur noch auf 88 Sitze. Grund hierfür war die Hoffnung vieler Wähler auf einen wirtschaftlichen und industriellen Aufschwung, den sie vor allem den Republikanern zutrauten. In den meisten Südstaaten konnten die Republikaner zudem durch die Stimmen den Afro-Amerikaner viele Mandate erringen.
Wahlberechtigt und wählbar waren nur Männer. Frauen waren noch bis 1920 auf Bundesebene von Wahlen ausgeschlossen.

## Wahlergebnis
- Demokratische Partei 88 (104) Sitze
- Republikanische Partei 199 (136) Sitze
- Sonstige: 5 (3) Sitze

Gesamt: 292
In Klammern sind die Ergebnisse der letzten Wahl zwei Jahre zuvor. Veränderungen im Verlauf der Legislaturperiode, die nicht die Wahlen an sich betreffen, sind bei diesen Zahlen nicht berücksichtigt, werden aber im Artikel über den 43. Kongress im Abschnitt über die Mitglieder des Repräsentantenhauses bei den entsprechenden Namen der Abgeordneten vermerkt. Das Gleiche gilt für Wahlen in Staaten, die erst nach dem Beginn der Legislaturperiode der Union beitraten. Daher kommt es in den Quellen gelegentlich zu unterschiedlichen Angaben, da manchmal Veränderungen während der Legislaturperiode in die Zahlen eingearbeitet wurden und manchmal nicht.